# Дудештская культура
Дудештская культура, или культура Дудешть, от названия румынского посёлка Дудешть, рум. Dudeşti — культура земледельцев и скотоводов, занимавшая центрально-восточную часть Румынии в 6 тыс. до н. э.

## Датировка
Датируется 5800—5300 гг. до н. э.

## Поселения
Типичные жилища — землянки, расположенные обычно на оконечностях равнин.

## Генетические связи
Происходит от одной из культур старчево-кришского круга.
Является предком или одним из предков культур Болинциняну, Вэдастра и Боян. В старой археологической культуре её также рассматривали как предка культуры Хаманджия, однако хронологически и территориально они никак не пересекаются; напротив, ареал культуры Болинциняну, существовавшей одновременно с культурой Хаманджия, можно рассматривать как поздний вариант дудештской культуры (5300 — 5000 гг. до н. э.), занимавший примерно ту же территорию, тогда как культура Хаманджия существовала одновременно с болинцинянской на побережье Чёрного моря.